# Laußig
Laußig è un comune di 4.189 abitanti della Sassonia, in Germania.
Appartiene al circondario (Landkreis) della Sassonia settentrionale (targa TDO).